# Канатний трамвай
Канатний трамвай — вид рейкового транспорту, близький до фунікулера.

Одна з можливих схем руху канатного трамваю

З фунікулером канатний трамвай ріднить те, що двигун розташований поза вагоном, привід здійснюється через трос від розташованого статично двигуна (в наші дні — зазвичай електричного, раніше використовувалися парові машини). На відміну від фунікулера, де вагони жорстко з'єднані з тросом, біля вагона канатного трамваю закріплення з тросом здійснюється за допомогою спеціального зачепа. Таким чином, вагон може зупинятися незалежно від руху троса та інших вагонів.
Вагони канатного трамваю здатні долати круті підйоми, що, в поєднанні з їх відносною автономністю (можливість зупинятися незалежно від руху троса й інших вагонів), призвело до того, що в містах з горбистим рельєфом вони виконували роль вуличних трамваїв.

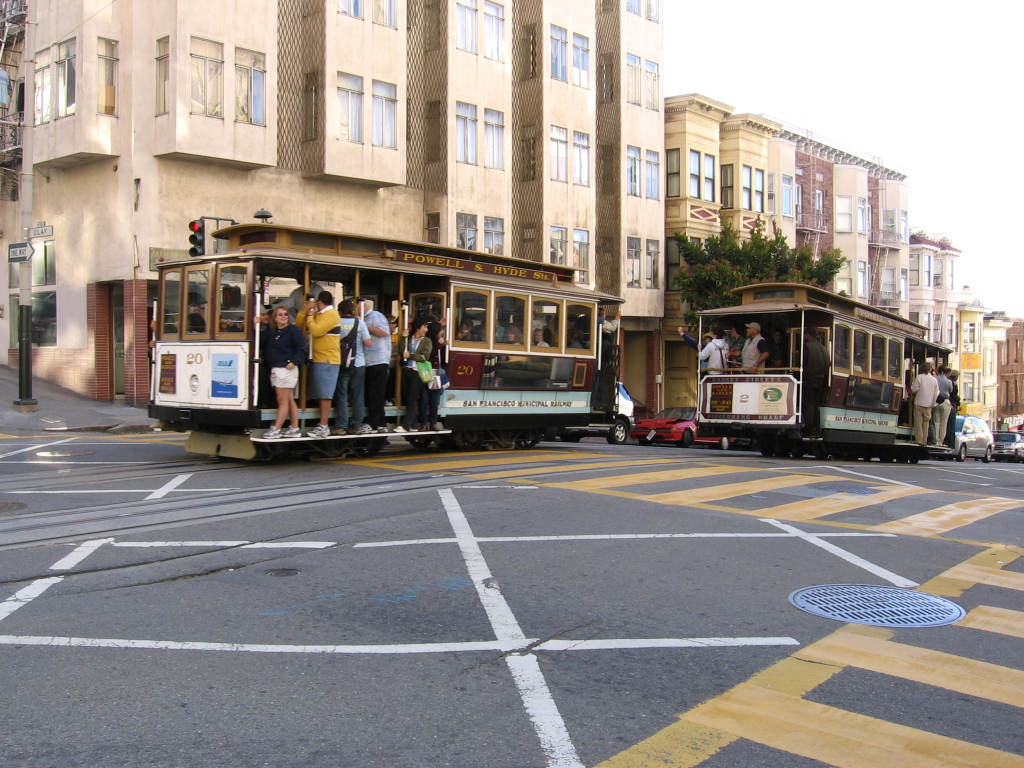
Канатні трамваї в Сан-Франциско

Канатні трамваї були популярні в першу чергу в США на межі XIX—XX століть. Вагони за зовнішнім виглядом практично не відрізняються від звичайних трамвайних. Вони рухаються вулицями загального користування, через що трос покладають у розташований між рейками жолоб. Перевагами таких фунікулерів у порівнянні з трамваями була їхня здатність долати круті підйоми. Однак неможливість регулювати швидкість і певні інші недоліки призвели до практично повного зникнення. До наших днів зберігся лише перший такий трамвай на канатній тязі, запатентований Ебнером Даблдеєм і побудований у Сан-Франциско.
Наприкінці XIX століття також робилися спроби створення міського позавуличного транспорту на цій основі. 1 липня 1868 року була відкрита естакадна лінія в Нью-Йорку, але у 1870 році лінія збанкрутіла і була продана за $950; відтак лінія була переобладнана для використання паровозів, у 1903 електрифікована, а в 1958 закрита і згодом розібрана. У 1896 році була відкрита підземна кільцева лінія в Глазго, проте в 1935 році вона була електрифікована і перетворилася на звичайний метрополітен.